# Zuhr
A zuhr az iszlám hívők déli imája, a kötelező napi öt ima (szalát) közül a második. A hajnali ima után és a délutáni ima ima előtt van.
Az öt ima együtt képezi az iszlám öt oszlopa közül az egyiket (a szunnita iszlámban), illetve a síita iszlám hit szerint az öt ima egyike a vallás 10 ágának. 
A déli ima négy imaalapegység (raka) hosszúságú, de utazáskor két rakára rövidíthető. A Korán a 17:78-as fejezetben említi a déli imát. A hajnali imával ellentétben csendesen végzendő. A síita és a szunnita iszlám szerint is négy raka kötelező (azaz „fard”). A szunnita iszlám azonban azt is ajánlja, hogy a fard előtt még négy, utána pedig még kettő rakát imádkoznak a hívők.

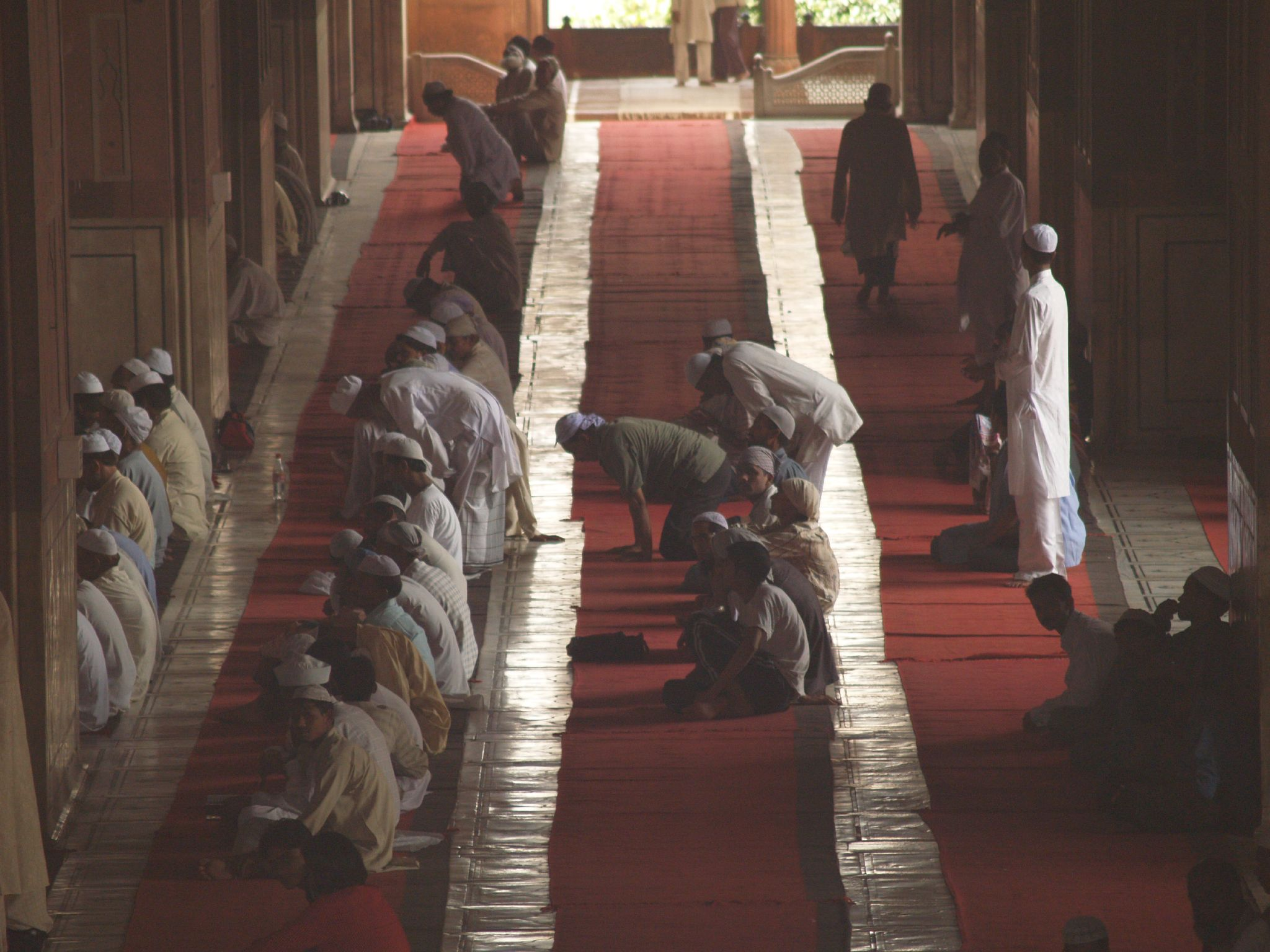
Pénteki ima Delhiben

Pénteken a déli imát a dzsumua nevű pénteki imára kötelező cserélnie minden serdülőkornál idősebb helyben lévő muszlim férfinak, amelyet gyülekezetben, a mecsetben kell elvégezni, mely két imaalapegységből (raka) áll, és azt megelőzi egy rövid beszéd (hutba). A nők számára ez nem kötelező, de elmehetnek rá, ha szeretnének, ám előnyösebb, ha otthon végzik a déli imát.
Az imára előírt időt (vakt) az iszlám különböző ágai különbözőképpen határozzák meg. Minden esetben azonban tanácsos az imát azonnal megkezdeni, amikor a vakt eljön, és nem ajánlott késlekedni vele. 
A déli ima időszaka általában a következőképpen határozható meg:
- Kezdete: amikor a Nap elhagyja a zenitet.
- Vége: amikor az árnyék hossza eléri az árnyékadó test hosszát.